# سرجیو توما

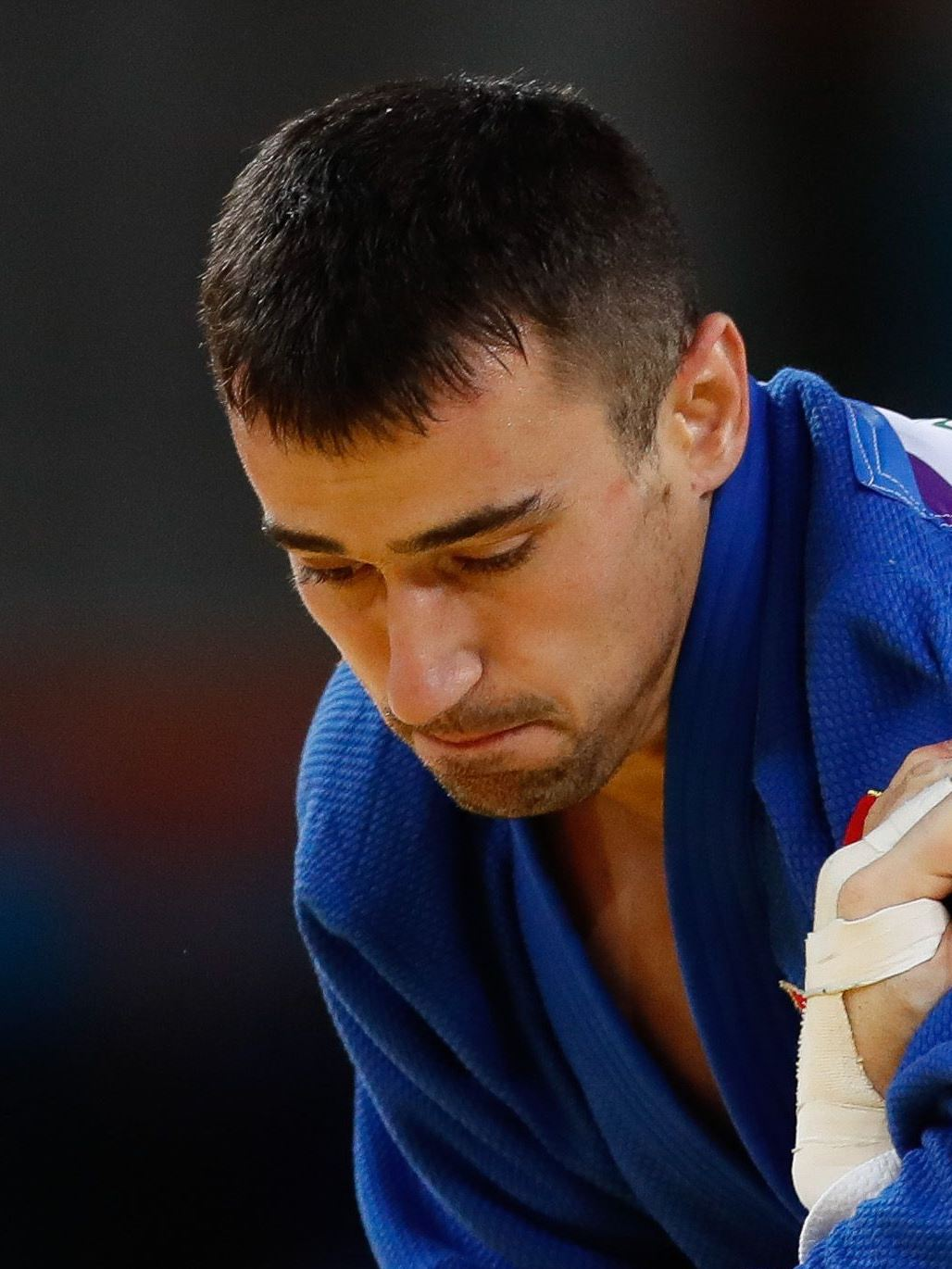
سرجیو توما - ۲۰۱۶

سرجیو توما (زاده ۲۹ ژانویه ۱۹۸۷) ورزشکار جودوکار مولداوی الاصل با تابعیت امارات است. او توانست تنها مدال امارات در المپیک ریو را بدست آورد. امارات با مدال برنزی که وی بدست آورد در رتبه ۷۸ جدول المپیک ریو قرار گرفت.
سرجیو توما در المپیک‌های پکن و لندن نیز حضور داشت.